# Nikola Maksimović
Nikola Maksimović (serbisk kyrilliska: Никола Максимовић), född 11 november 1991 i Bajina Bašta, är en serbisk fotbollsspelare som spelar för Genoa. Han representerar även det serbiska landslaget.

## Karriär
Den 31 augusti 2021 värvades Maksimović av Genoa.